# Otakar Hostinský
Otakar Hostinský (ur. 2 stycznia 1847 w Martiněves, zm. 19 stycznia 1910 w Pradze) – czeski muzykolog, estetyk i kompozytor.

## Życiorys
W latach 1865–1866 studiował prawo na Uniwersytecie Praskim, następnie odbył studia w zakresie filozofii i estetyki w Pradze i Monachium. W 1868 roku uzyskał stopień doktora. W 1871 roku uczył się kompozycji u Bedřicha Smetany, w dużej mierze pozostał jednak w tej dziedzinie autodydaktą. W 1877 roku habilitował się na Uniwersytecie Praskim i został wykładowcą estetyki na tej uczelni, w 1883 roku uzyskał tytuł profesora nadzwyczajnego, a w 1892 roku profesora zwyczajnego. Pisał krytyki muzyczne do licznych czasopism, redagował także „Almanach Českého Studentsva”, „Véstnik Kritický a Bibliografický” i almanach „Maj”. Od 1882 do 1886 roku był wykładowcą historii muzyki w Konserwatorium Praskim. Był członkiem Królewskiego Czeskiego Towarzystwa Naukowego oraz Czeskiej Akademii Sztuki i Nauki (Česká akademie věd a umění).
Był twórcą czeskiej szkoły muzykologicznej. W swoich rozważaniach nad estetyką wyszedł od zasady formalizmu Johanna Friedricha Herbarta, w przeciwieństwie do niego formę traktował jednak jako konkretną rzecz, a nie właściwość abstrakcyjną. Podkreślał wartość doświadczenia i eksperymentu, zwracał uwagę na konieczność uwzględnienia aspektów socjologicznych i politycznych w badaniach nad muzyką i sztuką. Był zwolennikiem stworzenia stylu narodowego w muzyce czeskiej, propagował też wagnerowską ideę dramatu muzycznego.
Napisał libretta do oper Nevěsta messinská Zdenka Fibicha i Popelka Josefa Rozkošnego. Pisał pieśni i utwory na fortepian, w rękopisach pozostały szkice do oper Elektra i Konrad Wallenrod oraz melodramatu Pohlednice.

## Wybrane prace
(na podstawie materiałów źródłowych)
- Das Musikalisch-schöne und das Gesamthkunstwerk vom Standpunkte der formalen Aesthetik (Lipsk 1877)
- Die Lehre von den musikalischen Klängen (Praga 1879)
- O významu praktických idejí Herbartových pro všeobecnou aesthetiku (Praga 1881)
- O české deklamaci hudební (Praga 1886)
- Herbarts Aesthetik (Hamburg 1892)
- 36 nápěvů světských písní českého lidu z XVI. stoleti (Praga 1892)
- Jan Blahoslav a Jan Josquin (Praga 1896)
- Hudba v čechách (Praga 1900)
- Bedřich Smetana a jeho boj o moderni českou hudbu (Praga 1901)
- O socialisaci uměni (Praga 1903)
- Česká světska piseň lidová (Praga 1906)
- Uměni a společnost (Praga 1907)
- Česká hudba 1864–1904 (Praga 1909)
- Antonín Dvořák ve vývoji naší dramatické hudby (Praga 1909)